# 国際連合安全保障理事会決議500
国際連合安全保障理事会決議500（こくさいれんごうあんぜんほしょうりじかいけつぎ500、英: United Nations Security Council Resolution 500）は、1982年1月28日に国際連合安全保障理事会で採択された決議である。
安保理は、イスラエルのゴラン高原占領に関する問題について検討したが、常任理事国の不一致により、国際平和と安全の維持に関する主要な責任を果たせないため、この問題を検討するために国際連合総会の緊急特別会期を招集することを決定した。
かつて1982年1月20日にアメリカ合衆国の拒否権行使により否決されていたが、この会合で賛成13、反対0、棄権2（イギリス、アメリカ合衆国）で採択され、平和のための結集決議が発動し、第9回国際連合緊急特別総会が招集された。

## 原文
The Security Council,

Having considered the item on the agenda of its 2329th meeting, as contained in document S/Agenda/2329/Rev. I ,
Taking into account that the lack of unanimity of its permanent members at the 2329th meeting has prevented it from exercising its primary responsibility for the maintenance of international peace and security,
 
Decides to call an emergency special session of the General Assembly to examine the question contained in document S/Agenda/2329/Rev. l.—S/RES/500